# ジャン・マイドラー
ヤン・ミドラーシュ、ジャン・マイドラー（Jan Mydlář, またはドイツ語: Johann Seifenmacher, 1572年 - 1664年）は、17世紀のチェコ（ボヘミア）、プラハ（神聖ローマ帝国）の死刑執行人である。
1621年のボヘミアの反乱の首謀者たち27人の公開処刑（旧市街広場での処刑）を行ったことで有名である。

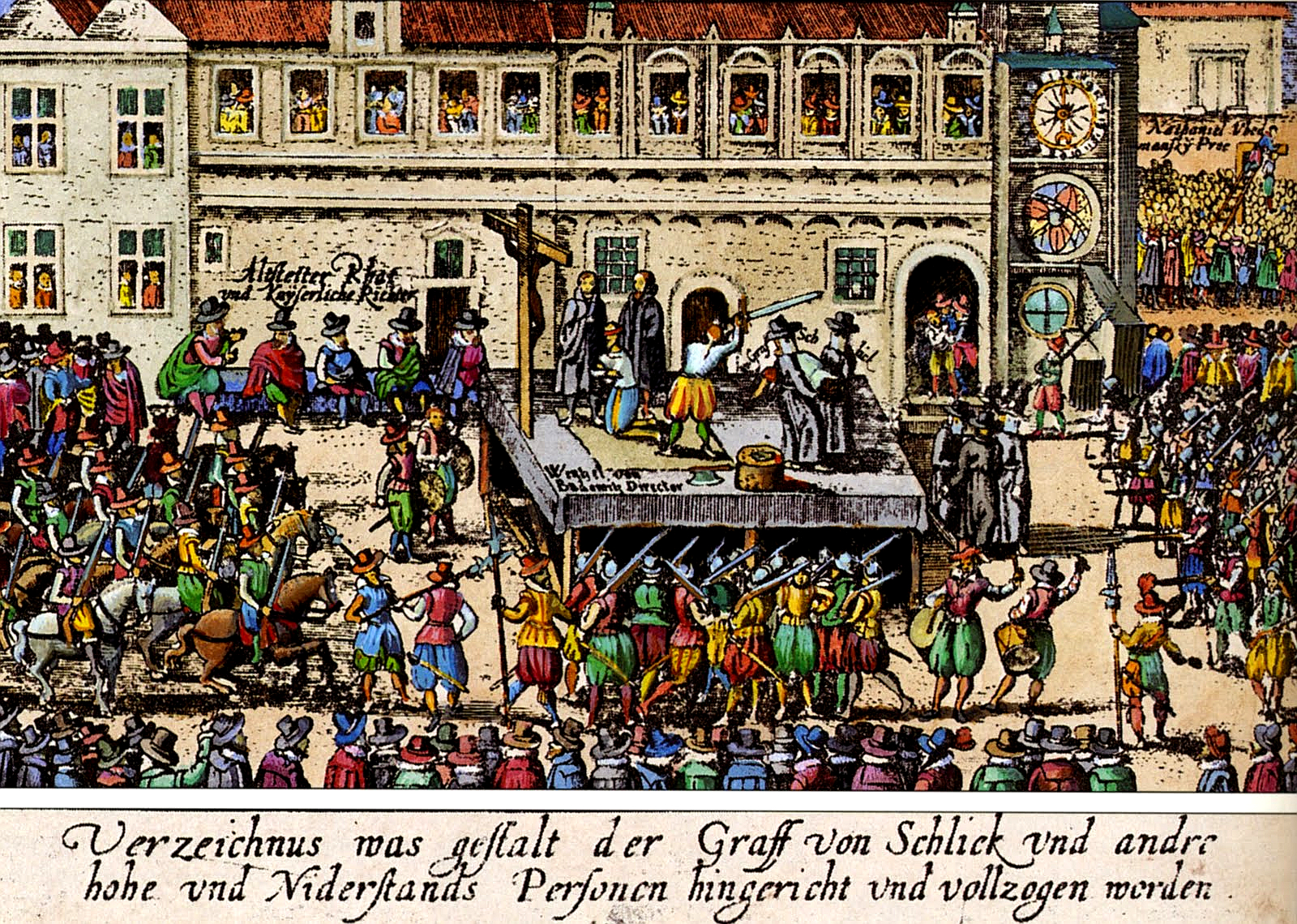
当時の公開処刑を描いた絵

処刑された者は、主にプロテスタントであり、1人はカトリックだった。彼らは、ハプスブルク家の神聖ローマ皇帝マティアスと後のフェルディナント2世に対するボヘミアの反乱による罪で、1621年6月21日の午前5時から午前9時の間に27人の男が処刑された。
3人が絞首刑になり、24人が斬首刑で、そのうちの12人は生首がプラハ旧市街の塔で晒し首となった。前例がない程の大量かつ残酷な処刑であった。
1664年に死ぬと後任には1665年に息子のヤン・ヴァーツラフ・ミドラーシュ（Jan Václav Mydlář）が就任した。